# 妊卫一
妊卫一（Hiʻiaka）是妊神星最早為人類發現的卫星，比妊卫二更大、更远。

## 发现及命名
妊衛一於2005年1月26日發現，臨時編號為S/2005 (2003 EL61) 1。希亞卡（妊衛一）是舞蹈女神及夏威夷島的守護神，而夏威夷島是毛納基山天文台所在之地。

## 表面屬性
妊衛一是較遠、較大及較亮的衛星，直徑大約為350公里。其紅外線光譜中在1.5、1.65和2微米波長有強烈的吸收線，符合幾乎完全由水冰晶體組成的衛星表面。這種奇特的光譜特性以及它和妊神星相似的吸收光譜，證明這個衛星系統並非是在古柏帶中捕獲而來的，而是來自妊神星本身的碎片。

## 軌道特性

妊衛一（藍）和妊衛二（綠）的軌道

妊衛一沿著幾乎圓形的軌道每49天圍繞妊神星一圈。妊衛一上一次掩食妊神星是發生在1999年，幾年之後才被發現，而下一次掩食則要等到130年以後。